# Jan Zahradil
Jan Zahradil (Praag, 30 maart 1963) is een Tsjechisch politicus namens de Democratische Burgerpartij (ODS).

## Loopbaan
Zahradil studeerde aan de Universiteit voor Scheikunde en Technologie Praag en was werkzaam als wetenschappelijk onderzoeker. Hij was tussen 1990 en 1992 lid van het parlement van Tsjecho-Slowakije. Na de fluwelen revolutie was hij van 1998 tot 2004 lid van de kamer van afgevaardigden van het parlement van de Tsjechische Republiek. Van 2001 tot 2004 was hij eerste vicevoorzitter van de ODS.
Sinds 2004 is Zahradil lid van het Europees Parlement. In 2011 werd hij verkozen tot voorzitter van de Europese Conservatieven en Hervormers (ECH). Bij de Europese Parlementsverkiezingen 2019 was Zahradil de zogenoemde 'spitzenkandidaat' (kandidaat voor het voorzitterschap van de Europese Commissie) namens de ECH.